# Feast of Wire
A 2003-as Feast of Wire a Calexico negyedik nagylemeze. Szerepel az 1001 lemez, amit hallanod kell, mielőtt meghalsz című könyvben.

## Az album dalai
|     | Cím                       | Szerző(k)                           | Hossz |
| --- | ------------------------- | ----------------------------------- | ----- |
| 1.  | Sunken Waltz              | Joey Burns, John Convertino         | 2:27  |
| 2.  | Quattro (World Drifts In) | Burns, Convertino                   | 4:36  |
| 3.  | Stucco                    | Burns                               | 0:20  |
| 4.  | Black Heart               | Burns, Convertino                   | 4:48  |
| 5.  | Pepita                    | Burns, Convertino                   | 2:36  |
| 6.  | Not Even Stevie Nicks...  | Burns, Convertino                   | 2:42  |
| 7.  | Close Behind              | Burns                               | 2:51  |
| 8.  | Woven Birds               | Burns, Convertino                   | 3:46  |
| 9.  | The Book and the Canal    | Convertino                          | 1:45  |
| 10. | Attack el Robot! Attack!  | Burns, Convertino                   | 3:17  |
| 11. | Across the Wire           | Burns                               | 3:25  |
| 12. | Dub Latina                | Burns, Convertino                   | 2:19  |
| 13. | Güero Canelo              | Burns                               | 2:57  |
| 14. | Whipping the Horse's Eyes | Burns, Convertino                   | 1:24  |
| 15. | Crumble                   | Burns, Convertino, Jacob Valenzuela | 3:54  |
| 16. | No Doze                   | Burns, Convertino, Paul Niehaus     | 4:21  |

## Közreműködők
- Joey Burns – ének, különböző hangszerek
- Paul Niehaus – pedal steel gitár
- Martin Wenk – harmonika, trombita, vibrafon
- Jacob Valenzuela – trombita
- Volker Zander – nagybőgő
- John Convertino – zongora, dob, ütőhangszerek
- Nick Luca – elektromos gitár, zongora, szintetizátor, vibrafon
- Ed Kay – fuvola
- Eddie Lopez – gombos harmonika
- Craig Schumacher – trombita, szintetizátor, üstdob, háttérvokál
- Joeseph Valenzuela – harsona
- Jeff Marchant – harsona

## Fordítás
Ez a szócikk részben vagy egészben a Feast of Wire című angol Wikipédia-szócikk ezen változatának fordításán alapul.  Az eredeti cikk szerkesztőit annak laptörténete sorolja fel. Ez a jelzés csupán a megfogalmazás eredetét és a szerzői jogokat jelzi, nem szolgál a cikkben szereplő információk forrásmegjelöléseként.